# 야마토정 (아이치현)
야마토정(大和町)은 아이치현 나카시마군에 설치되었던 정이다. 현재의 이치노미야시에 해당한다.